# Leon Zimmermann
Leon Zimmermann (ur. 27 września 1892 w Przemyślu, zm. 1987 w Bielsku-Białej) – doktor nauk medycznych, lekarz internista pochodzenia żydowskiego.

## Życiorys
Urodził się jako Leib Zimmermann. Studia medyczne ukończył we Lwowie, tam też obronił doktorat. 7 lipca 1920 roku jako słuchacz medycyny i oficer sanitarny z byłej armii austro-węgierskiej został przyjęty do I Rezerwy Wojska Polskiego w stopniu podporucznika sanitarnego i powołany do czynnej służby aż do demobilizacji. Został przydzielony do szpitala zapasowego nr 1 we Lwowie. 12 marca 1921 roku został zatwierdzony w stopniu porucznika sanitarnego. 1 czerwca 1921 roku był odkomenderowany z 6 kompanii zapasowej sanitarnej do górskiego batalionu saperów. W 1924 roku był porucznikiem podlekarzem rezerwy 6 batalionu sanitarnego. W latach 1928–1939 pracował jako lekarz kliniczny we Lwowie. W czasie drugiej wojny światowej przebywał w Rumunii, gdzie leczył miejscową ludność. W 1947 r. osiadł w Bielsku, gdzie cieszył się wielkim szacunkiem i uznaniem. Otrzymał wiele odznaczeń, m.in. tytuł „Zasłużonego Lekarza PRL” oraz Krzyż Kawalerski Orderu Odrodzenia Polski. Zmarł w wieku 96 lat. Został pochowany na bielskim cmentarzu żydowskim przy ul. Cieszyńskiej 92 (sektor B, rząd I, nr grobu 573).